# The Oxford and Cambridge University Boat Race
The Oxford and Cambridge University Boat Race er en britisk stumfilm fra 1895 af Birt Acres, der er en optagelse af Oxford vs. Cambridge Boat Race.